# Phoenix Lights
De Phoenix Lights (de lichten boven Phoenix) waren een serie van massaal gemelde ufo's die werden gezien in het luchtruim boven Arizona, vooral Phoenix, en Nevada in de Verenigde Staten en Sonora, Mexico op 13 maart 1997. Het incident is een van de best gedocumenteerde ufomeldingen. Er werden foto's en video's van genomen, en CNN bracht er een verslag van uit. Meer dan 700 ooggetuigen beweerden dat ze driehoekige ufo's hadden gezien met vijf bolvormige lampen of eventueel lichtgevende motoren. Fife Symington, de toenmalige gouverneur van Arizona, was een van de ooggetuigen; later zou hij het object beschrijven als "niet van deze wereld" (otherworldly).
Tussen 19:30 en 22:30 lokale tijd werden er verscheidene lichtverschijnselen gesignaleerd door honderden burgers over een oppervlakte van 480 km2. Het incident bestond uit twee verschillende gebeurtenissen: allereerst werd er een driehoekige formatie van lichten gezien die over de betreffende staten vloog en vervolgens een reeks stilstaande lichten boven Phoenix. De Amerikaanse luchtmacht heeft later de tweede groep van lichten geïdentificeerd als vuurpijlen van een A-10 Thunderbolt II die op dat moment een oefening uitvoerde in het luchtruim boven Arizona. Ufologen en ooggetuigen betwisten dit omdat de waarnemingen eensgezind spraken over geluidloze objecten die geen spoor van rook achterlieten. Een andere theorie om de verschijnselen te verklaren luidt dat het zou gaan om een "stealth blimp", die ontwikkeld was in de geheime Area 51 die zich niet ver van Phoenix bevond. Dit is echter niet erg geloofwaardig omdat de luchtmacht nooit een supergeheim toestel boven een grote stad zou laten vliegen.